# أبسونين

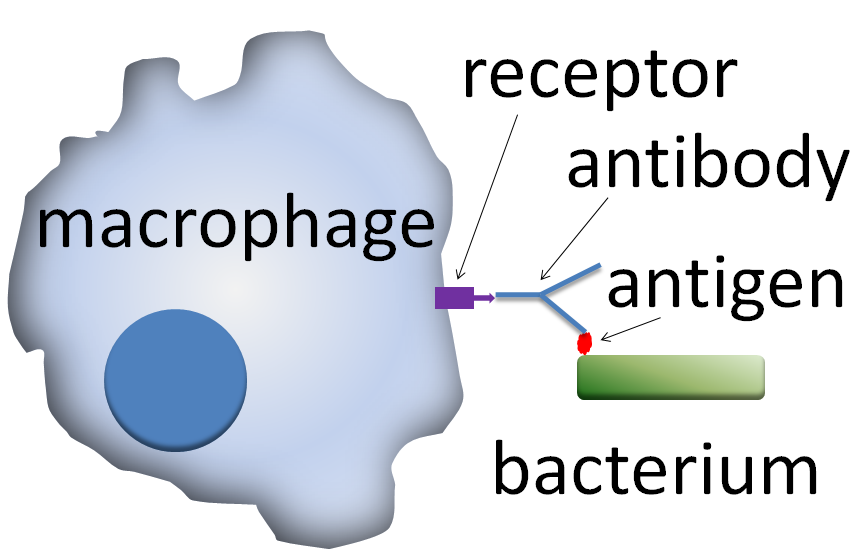
طريقة عمل الأوبسونين: تميز الخلية البلعمية مادة الأوبسونين على سطح مولد الضد

الأبسونين أو الهاضمة أو قد تسمى «طاهية» (من الإغريقية opsōneîn وتعني يحضر شيئا من أجل الطعام) هي أي مادة تحسن من عملية البلعمة عن طريق التأشير على مولد الضد ووضع علامة عليه لتحفيز الاستجابة المناعية (أي أنها تجعل الخلية البلعمية تميز الخلية المعلمة بواسطتها).